# Usinor
Union Sidérurgique du Nord de la France (USINOR) war ein französischer Stahlkonzern mit Sitz in Paris, der zusammen mit der spanischen Aceralia S.S. und der luxemburgischen Arbed S.A. ab 2002 den europäischen Stahlkonzern Arcelor bildete, der 2006 von dem Konkurrenten Mittal Steel Company übernommen wurde.
Usinor wurde 1948 als Staatsunternehmen durch die Fusion von Hütten-, Stahl- und Walzwerken des Nordens und Ostens und der Hochöfen, Hütten- und Stahlwerke von Denain-Anzin gebildet. Usinor verfügte über Produktionsstandorte in Calais, Roubaix, Nivelles und Charleville-Mézières, die in Nachbarschaft zum nordfranzösisch-belgischen Kohlerevier lagen. Bei Usinor wurde Roheisen und Rohstahl, aber auch Flachstahl produziert.
Im selben Jahr wurde die Société Lorraine de Laminage Continu S.A. (SOLLAC) mit Sitz in Paris als Gemeinschaftsunternehmen von der Familie de Wendel, die im 18. Jahrhundert geschaffene Stahlindustrie zusammen mit acht weiteren Lothringer Unternehmen gegründet, die die Flachstahl- und Blechindustrie Lothringens mit einer Kapazität von 1 Mio. Tonnen pro Jahr fortführten. Hier wurde der Rohstoff für die französische Automobil- und Elektroindustrie erzeugt. Sollac verfügte über Produktionsstandorte in Dünkirchen, in Rombas, Hagondange, Gueugnon und Longwy in Lothringen, aber auch im Département Bouches-du-Rhône. Zu Sollac gehörte auch die Dillinger Hütte in Deutschland.
1950 wurde außerdem in Metz die Union Sidérurgique Lorraine S.A. (SIDELOR) mit Sitz in Paris gegründet, ein weiteres Stahlunternehmen im Besitz der Familie de Wendel, das über Produktionsstandorte in Rombas, die Hochöfen und Gießereien in Pont-à-Mousson, Homécourt und Micheville in Lothringen verfügte, wo Minette-Eisenerzvorkommen abgebaut wurden. Die Rombacher Hüttenwerke waren ursprünglich vom Koblenzer Carl-Spaeter-Konzern gegründet worden. Während des Zweiten Weltkrieges wurden sie von Otto-Ernst Flick in Treuhänderschaft übernommen. Sidelor wurde 1968 durch die Familie de Wendel absorbiert.
1964 wurde der andere große französische Stahlkonzern SACILOR gegründet, der die Stahlstandorte in Lothringen übernahm. Anfang der 1970er Jahre entfiel ein Drittel der französischen Stahlproduktion auf Usinor.
1971 warb Usinor in einem Prospekt zur Kapitalerhöhung damit, dass sich sein Umsatz seit 1968 um rund 80 % gesteigert und der Cash flow versechsfacht habe. Unter der Voraussetzung, dass die folgenden fünf Jahre den gleichen Verlauf wie 1970 nehmen würden, sah sich das Unternehmen im Stande, sein 4 Mrd. Francs starkes Investitionsprogramm vollständig selbst zu finanzieren. Während der Stahlkrise der 1970er Jahre wurde in Lothringen und im angrenzenden belgisch-luxemburgischen Gebiet eine Vielzahl von Stahlarbeitsplätzen abgebaut. Der lange, zähe, letztlich jedoch erfolglose Kampf der Stahlarbeiter von Longwy erregte hierfür Mitte der 1970er Jahre internationales Aufsehen und Solidarität.
Nach dem Wahlsieg François Mitterrands verstaatlichte die neue Regierung Usinor und Sacilor, die 1986 zur Usinor-Sacilor fusioniert wurden. Vier Jahre später wurde das dritte französische Unternehmen der Branche, Sollac, von Usinor übernommen. Im Folgejahr wurde auch Ugine von Sacilor integriert. 1994 wurden die Edelstahlhersteller in der Aster-Holding restrukturiert.
In Deutschland erwarb Usinor 1980 zunächst einen Anteil von 25 % an der Drahtwerk Ludwig in Lampertheim, den sie 1990 auf 100 % aufstockte. 1993 gründete Usinor-Sacilor in Neuves-Maisons ein Tochterunternehmen für Baustahl, die Société des Aciers d'Armature pour le Béton (SAM), die die Drahtwerke Ludwig von seinen Elektrostahlwerken Neuves-Maisons und Montereau auf dem Wasserweg über die Mosel und den Rhein mit Vormaterial versorgte. 2000 verkaufte Usinor die SAM mitsamt ihrem deutschen Tochterunternehmen an den italienischen Riva-Konzern.
1995 privatisierte die konservative französische Regierung Usinor Sacilor S.A. 1997 firmierte das Unternehmen erneut um und nennt sich fortan wieder Usinor S.A. In Frankreich beschäftigte Usinor 1997 rund 50.100 Mitarbeiter und erwirtschaftete einen Umsatz von 72.000 Mio. Franc. 1998 wurde der belgische Konkurrent Cockerill-Sambre S.A. übernommen, was im Jahr 1999 eine neue Organisation der Gruppe zur Folge hatte, bis sie 2002 im multinationalen Unternehmen Arcelor (heute: ArcelorMittal) integriert wurde.